# Mantra (canción de Jennie)
«Mantra» es una canción de la cantante y rapera Jennie. Fue publicada a través de Odd Atelier y Columbia Records el 10 de octubre de 2024, como el sencillo principal de su próximo álbum. Es el primer lanzamiento de Jennie bajo su propia agencia y su primer sencillo desde su salida de YG Entertainment e Interscope Records como solista en 2023. La canción fue escrita y compuesta por varios artistas, incluyendo a Jennie, Claudia Valentina e Isabelle Carlsson, y fue producida por Jumpa, El Guincho, y Serban Kazan. Fue descrita como dance-pop que incorpora una disco bassline, con letras que resaltan el empoderamiento femenino.

## Antecedentes
Luego de no renovar su contrato con YG Entertainment para sus actividades individuales, Jennie fundó su propia empresa Odd Atelier en noviembre de 2023. Se anunció además que el 8 de septiembre de 2024, firmó como artista solista con Columbia Records en asociación OA.Ella comenzó publicando un poco de música nueva posteando un video el 25 de septiembre, colgando un boletín anunciando lo siguiente: "Calling all pretty girls." Continuó el día siguiente con un rompecabezas de imágenes lanzadas a los fans desde su propio portal; una vez combinado, se reveló una foto de Jennie en un estacionamiento al aire libre con el número 1011 al lado.
Continuó publicando teasers de video en los días siguientes, uno de sí misma en un mismo estacionamiento con la leyenda " PRE-TTY GIRL" y otro que decía "Picked up the phone" mostrando que se arrancó una copia de un número de teléfono impreso en el anuncio del boletín. El 28 de septiembre, se lanzó un video titulado "Presenting... " en el que se ve a Jennie actuando según las seis reglas del "mantra de la chica bonita"  según lo enumera el narrador, quien declara que las chicas bonitas están impulsadas, practican el amor propio, aman a los animales, duermen bien, se tratan a sí mismas y evitan el drama. Al día siguiente, compartió fotos de su pierna y cintura tatuadas con la palabra "mantra"  cuya letra estaba en cursiva. El 30 de septiembre, anunció oficialmente el nombre del sencillo como "Mantra" y su fecha de lanzamiento el 11 de octubre con un video teaser que contenía un fragmento de Jennie cantando una parte de la canción. 

## Composición
En el show de primavera de Chanel 2025 para la Semana de la Moda en París, Jennie describió la canción para Vogue como " un himno divertido y optimista que celebra el poder femenino e inspira a cada mujer a brillar en su propio camino."  Stereogum la describió como una canción pop disco bassline, mientras que Hits  la llamó "gema del dance-pop."

## Personal
Créditos adaptados de Tidal.
- Jennie – vocales
- El Guincho – producción, aplausos, batería, teclados, percusión, sintetizador bajo, sintetizador
- Jumpa – producción
- Serban Kazan – production
- Jelli Dorman – voces de fondo, ingeniero de audio, ingeniero vocal, producción vocal
- Kuk Harrell – grabación, ingeniero vocal, producción vocal
- Serban Ghenea – mixing
- Will Quinnell – mastering
- Bryce Bordone – asistente

## Historial de lanzamientos
| Región | Fecha                 | Formato                      | Sello         | Ref.  |
| ------ | --------------------- | ---------------------------- | ------------- | ----- |
| Varios | 11 de octubre de 2024 | Descarga digital - streaming | OA - Columbia |       |
| Italia | 18 de octubre de 2024 | Radio airplay                | Columbia      | [ 8 ] |